# Intergenerationelles Lernen
Intergenerationelles Lernen (auch intergeneratives Lernen) ist ein Konzept in einer generationenübergreifenden Didaktik, bei der jüngere und ältere Lernende – je nach Lernsetting – voneinander, miteinander und/oder übereinander lernen. Als pädagogischer Ansatz gewinnt intergenerationelles Lernen unter dem Eindruck des demographischen Wandels zunehmend an Bedeutung. Derzeit gibt es unterschiedliche Entwicklungslinien im Kontext von schulischer Bildung und Erwachsenenbildung, nicht selten auch im Zusammenhang von sozialem und ehrenamtlichem Engagement.
In der Sozialpädagogik ist es Ziel der intergenerativen Pädagogik die Lebenswelten von Kindern und Großelterngeneration miteinander zu verbinden, insbesondere dann, wenn familiär keine Großeltern bzw. keine Enkelgeneration vorhanden ist. Sozial orientierte Projekte mit einer intergenerativ ausgerichteten Zielsetzung und Didaktik finden sich auch im Kontext der Musik- und Kulturgeragogik. Auch diese beziehen sich auf die Großeltern-/ Enkelgeneration.